# Radiostacja SCR-536

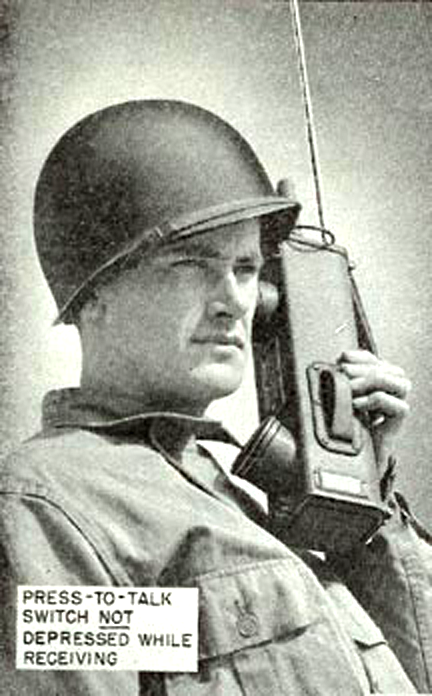
Amerykański żołnierz z walkie-talkie SCR-536

SCR-536 – radiostacja typu walkie-talkie (nazwana w armii „handie-talkie”) amerykańskiej firmy Galvin Manufacturing Corporation (od 1947 Motorola), skonstruowana przez polskiego inżyniera Henryka Magnuskiego. Radiostacja weszła do oporządzenia Sił Zbrojnych Stanów Zjednoczonych w lipcu 1941. Od 1943 zastępowana przez plecakową radiostację SCR-300 – pozostała na wyposażeniu armii amerykańskiej do końca II wojny światowej.
Radiostacja SCR-536 nie miała osobnego wyłącznika – włączało się ją wyciągając antenę. Zasilana była dwoma suchymi bateriami BA-37 o napięciu 1,5 V. Pracując w półdupleksie radiostacja zapewniała skuteczną i bezpieczną (modulacja amplitudy) łączność na szczeblu plutonu i kompanii, była prosta w obsłudze (system przyciskowy) i odporna na trudne warunki pogodowe (wytrzymywała krótkie zanurzenie w wodzie).
Wyprodukowano około 130 tysięcy sztuk.

## Dane techniczne
- Masa: ok. 2,5 kg (z bateriami)
- Częstotliwość: 3,5–6 MHz
- Zasięg: 1,6–4,8 km